# 北海タイムス事件
北海タイムス事件（ほっかいタイムスじけん）とは取材の自由と法廷内の写真撮影規制に関する訴訟。

## 概要
1953年12月10日の釧路地方裁判所第一号法廷において行われた、釧路市内の寿司店で見習い職人が殺されて売上金3,000円が奪われた強盗殺人事件の初公判で、北海タイムスのカメラマンが事前に裁判所書記官から写真撮影は公判開始前に限る旨の裁判所の許可を告知されていたにもかかわらず、裁判官が入廷して公判が開始された後、人定質問のため被告人が証言台に立った際に記者席を離れ、裁判長の制止を無視して裁判官席の設けられている壇上に上って被告人の写真1枚を撮影した。
同日に釧路地裁は、北海タイムスのカメラマンの行為が法廷秩序維持法第2条第1項に該当するとして、カメラマンに過料1000円を言い渡した。地裁の決定を不服とした当時の北海タイムス社長をはじめとして社長室が中心となってカメラマンを支援し、カメラマンは札幌高等裁判所に抗告したが、1953年12月10日に札幌高裁は抗告を棄却した。カメラマンは最高裁判所に特別抗告をおこなった。
1958年2月17日に最高裁は「新聞が真実を報道することは憲法第21条の認める表現の自由に属し、そのための取材活動も認めなければならない。しかし、この自由は無制限ではなく、公判廷における秩序を乱し、被告人らの正当な利益を不当に害することは許されない。刑事訴訟規則第215条が公判廷での写真撮影の許可を裁判所の裁量に委ねたことは憲法には違反しない」として特別抗告を棄却し、過料決定が確定した。

## その他
最終的に敗訴が確定したため、1981年に刊行された『北海タイムス三十五年史』には、事件の記述は一行もない。

## 関連書籍
- 憲法判例研究会『判例プラクティス憲法　増補版』信山社、2014年。ISBN 9784797226362。